# Кириенко, Николай Маркович
Николай Маркович Кириенко (17 августа 1922, с. Матвеевка (ныне Сосницкого района Черниговской области Украины) — 23 декабря 2010) — украинский и советский учёный, экономист. Педагог. Профессор. Доктор экономических наук. Дипломатический работник.

## Биография
В 1939 поступил на исторический факультет Днепропетровского университета. Учёбе помешала война. Участник Великой Отечественной войны. В 1941—1945 — курсант, командир взвода, командир артиллерийской батареи. Воевал на Карельском и Прибалтийском фронтах.
После демобилизации в 1948 году окончил Днепропетровский университет, затем в 1951 аспирантуру по кафедре политической экономии.
В 1952—1954 — обучался в Московской высшей дипломатической школе. В 1951—1952 — заведующий кафедрой политэкономии Днепропетровского медицинского института.
В 1954—1955 — на дипломатической работе в посольстве СССР в Румынии.
В 1955—1957 — старший преподаватель политэкономии Днепропетровского медицинского института. В 1957—1960 — старший преподаватель, доцент кафедры политэкономии строительного института г. Днепропетровска. В 1960—1967 — доцент кафедры политэкономии Винницкого педагогического института.
В 1967—1972 заведовал кафедрой общеэкономических дисциплин КТЭИ (ныне Киевский национальный торгово-экономический университет), профессор (с 1969).
В 1975—1977 — профессор кафедры мировой экономики и международных отношений Дипломатической академии МИД СССР (Москва). В 1977—1990 — профессор кафедры политэкономии природоведческого факультета Киевского университета.
Автор более 100 научно-методических публикаций.

## Избранные труды
- «Осуществление социалистического принципа оплаты труда в колхозах Днепропетровской области в годы послевоенной Сталинской пятилетки» (1956)
- «Материальная заинтересованность и её использование для развития колхозного общественного производства» (1966).

## Награды
- орден Красной Звезды.